# Nice Nailantei Leng'ete
Nice Nailantei Leng'ete (1991) é uma ativista queniana de direitos humanos, que luta contra a mutilação genital feminina. Leng'ete foi considerada uma das cem pessoas mais influentes no mundo pela revista Time, em 2018.

## Biografia
Leng'ete nasceu em 1991, no Quênia, e foi criada em uma vila Maasai. No ano de 1998, os pais vieram a falecer, deixando Leng'ete e sua irmã aos cuidados de um tio.
Por duas vezes, Leng'ete fugiu do ritual de mutilação genital de sua vila. Na primeira vez, se escondeu em uma árvore e foi castigada. Na segunda vez, fugiu da vila. Seu avô intercedeu e pediu ao tio para respeitar a vontade de Leng'ete de não passar pelo ritual de mutilação.
Leng'ete terminou o ensino médio e entrou para a faculdade. No ano de 2008, foi escolhida pelos líderes da vila para ser treinada como educadora pela Amref Health Africa. Neste treinamento, aprendeu os riscos do ritual da mutilação genital e o casamento infantil. E conseguiu repassar esses ensinamentos para os líderes da vila e depois para as mulheres e meninas. A vila aboliu o ritual de mutilação genital feminino e substituiu por outro ritual, onde meninas fazem um workshop de três dias, ondem aprendem sobre saúde e direitos sexuais e no final dos três dias, a vila faz uma grande celebração.
Leng'ete é a Conselheira Global End MGF/C da Amref Health Africa e é fundadora da Nice Place Foundation, que é um centro de resgate para meninas em risco de mutilação e/ou casamento infantil e também um centro de treinamento de liderança para meninas.

## Prêmios
- TIME100 - As 100 pessoas mais influentes no mundo.[6]
- Postcode Hero Award.[6]
- Os 100 jovens africanos mais influentes.[6]

- Prêmio Annemarie Madison.[6]
- Prêmio Mulher Inspiradora do Ano do Ministério da Devolução do Quênia.[6]

- Mandela Washington Fellowship for Young African Leaders and Women Deliver Young Leaders[6]
- BBC Outlook Inspirations Award.[6]

## Obras
- Livro: As meninas na figueira selvagem - Como lutei para salvar a mim mesma, minha irmã e milhares de meninas em todo o mundo.[7]
- Livro: Sangue - A história da menina Maasai lutando contra infibulações